# Erinaceusyllis belizensis
Erinaceusyllis belizensis är en ringmaskart som först beskrevs av Russel 1989.  Erinaceusyllis belizensis ingår i släktet Erinaceusyllis och familjen Syllidae. Inga underarter finns listade i Catalogue of Life.